# Roland Moser (Fussballspieler)
Roland Moser (* 19. September 1962 in Vaduz) ist ein ehemaliger liechtensteinischer Fussballspieler.

## Karriere

### Verein
In seiner Jugend spielte Moser für den Hauptstadtklub FC Vaduz, bei dem er 1980 in den Herrenbereich befördert wurde. Ein Jahr später schloss er sich dem Schweizer Klub FC Altstätten an. 1983 wechselte er zu Chur 97, bevor er zum FC Vaduz zurückkehrte. Nach Stationen beim FC St. Gallen und erneut beim FC Vaduz unterschrieb er einen Vertrag beim SC Brühl St. Gallen. Später ging er wieder zum FC Vaduz und dann zur USV Eschen-Mauren, für die er bis zu seinem Karriereende aktiv war.

### Nationalmannschaft
Moser gab sein Länderspieldebüt in der liechtensteinischen Fussballnationalmannschaft am 30. Mai 1990 beim 1:4 gegen die Vereinigten Staaten im Rahmen eines Freundschaftsspiels. Bis 1995 war er insgesamt elf Mal für sein Heimatland im Einsatz.

## Erfolge
- 3× Liechtensteiner Fussballer des Jahres: 1984/85, 1985/86, 1994/95